# 稲村和美
稲村 和美（いなむら かずみ、1972年〈昭和47年〉11月10日 - ）は、日本の政治家。
兵庫県議会議員（2期）、兵庫県尼崎市長（3期）を歴任した。学位は法学修士（神戸大学大学院・1998年）。

## 来歴
大阪生まれ。奈良県立奈良高等学校を経て、神戸大学法学部へ進学。大学在学中の1995年に、兵庫県南部地震の避難所でボランティアとして被災者の支援活動に携わり、「神戸大学総合ボランティアセンター」を設立して初代代表に就く。
1997年から尼崎市議会の会派「市民自治クラブ」でスタッフとなる。1998年に神戸大学大学院法学研究科修士課程を修了して神栄石野証券に入社したのち2002年に退職し、尼崎市長選挙に立候補した白井文の選挙事務所でスタッフとなる。
2003年4月の兵庫県議会議員選挙に尼崎市選挙区から無所属で立候補し、定数8（当時）に対し得票数3位で初当選した。議員在職中は情報公開を推進して政務調査費の領収書を自主的に公開した。2007年に再選。
2005年2月、小林一朗（2004年参議院議員選挙比例区候補者）と共に政治団体「みどりのテーブル」を発足し、2008年11月の統合まで共同代表を務めた。
2008年11月、「みどりのテーブル」と「虹と緑」が統合し「みどりの未来（後の緑の党グリーンズジャパンの母体となった政治団体）」が発足、井奥雅樹（兵庫県高砂市議）と共に共同代表を2010年9月まで務めた。2010年尼崎市長選挙への出馬のため共同代表を辞任。尼崎市長就任後は、議決権のないサポーター会員となり、特に活動はしていないと説明している。同団体のサポーターには議決権はないが、ニュースレターなどの情報が提供され、各種会議にオブザーバーとして参加できる。過去の尼崎市長選挙で同団体から支持を受けているが、団体側はその際に政策協定などを結んだことはないと説明している。

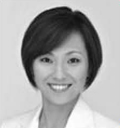
内閣府男女共同参画局より公表された肖像

### 2010年尼崎市長選挙
2010年9月、「未来へつなぐ尼崎の会」の支援を受けて尼崎市長選挙への立候補を表明した翌日に県議会へ辞職願を提出。
同年11月21日執行の尼崎市長選挙に現職の白井文の支援を受けて無所属で立候補。元尼崎市議の吉岡健一郎、日本共産党が推薦する元商工団体役員の徳田稔、元尼崎市議の土田裕史ら3人の候補者を破り初当選となり、12月12日に女性市長としては当時最年少の38歳で市長に就いた。
※当日有権者数：377,666人 最終投票率：29.35%（前回比：－10.52pts）
| 候補者名   | 年齢 | 所属党派 | 新旧別 | 得票数   | 得票率 | 推薦・支持         |
| ---------- | ---- | -------- | ------ | -------- | ------ | ------------------ |
| 稲村和美   | 38   | 無所属   | 新     | 58,034票 | 53.48% |                    |
| 吉岡健一郎 | 50   | 無所属   | 新     | 22,050票 | 20.32% |                    |
| 徳田稔     | 63   | 無所属   | 新     | 17,053票 | 15.71% | （推薦）日本共産党 |
| 土田裕史   | 31   | 無所属   | 新     | 11,387票 | 10.49% |                    |

### 2014年尼崎市長選挙
2014年11月16日執行。日本共産党尼崎地区委員会委員長の広瀬幸夫を破り再選。投票率は過去最低を記録した。
※当日有権者数：375,141人 最終投票率：25.69%（前回比：－3.66pts）
| 候補者名 | 年齢 | 所属党派 | 新旧別 | 得票数   | 得票率 | 推薦・支持         |
| -------- | ---- | -------- | ------ | -------- | ------ | ------------------ |
| 稲村和美 | 42   | 無所属   | 現     | 70,642票 | 74.97% |                    |
| 広瀬幸夫 | 67   | 無所属   | 新     | 23,585票 | 25.03% | （推薦）日本共産党 |

### 2018年尼崎市長選挙
2018年6月5日、稲村は任期満了に伴う市長選に立候補する意向を表明。同年8月20日、日本維新の会兵庫県総支部（兵庫維新の会）の政務調査会長を務める市議の光本圭佑が立候補する意向を固めたことが明らかとなった。しかし兵庫維新の会は10月17日、独自候補を擁立しないと発表。同団体の幹事長で兵庫県議（当時）の掘井健智は「党の推薦を決める過程で反党行為があった」などとし、党として光本を支援しない方針を述べた。11月9日、光本は不出馬を表明。その後、光本は兵庫維新より除名処分を受けたが、日本維新の会本部の党紀委員会で反党行為は認められず、兵庫維新の会が下した除名処分も覆された。
11月18日に行われた市長選で共産党推薦の新人を破り、3選を果たした。
※当日有権者数：382,951人 最終投票率：24.71%（前回比：－0.98pts）
| 候補者名 | 年齢 | 所属党派 | 新旧別 | 得票数   | 得票率 | 推薦・支持         |
| -------- | ---- | -------- | ------ | -------- | ------ | ------------------ |
| 稲村和美 | 46   | 無所属   | 現     | 72,390票 | 78.70% |                    |
| 流目茂   | 70   | 無所属   | 新     | 19,596票 | 21.30% | （推薦）日本共産党 |

### 2022年尼崎市長退任
2022年7月7日、市役所で記者会見し、任期満了に伴う同年11月の市長選に立候補せず、今期限りで市長を退任する意向を明らかにした。市長選では、後継指名した松本眞が当選。新市長の就任に合わせて自身の任期満了を10日間前倒しし、同年12月1日に退任した。政治家も引退するという。

### 尼崎市長退任後
尼崎市長退任後は、関西テレビでコメンテーターを務めたり、講演会に呼ばれ講師をしたりしていた。2023年3月末、清掃事業などを手掛ける株式会社栄水化学の顧問に就任。2024年3月、スケートボード場の設置を目指すNPO法人ASKのエグゼクティブアドバイザーに就任。4月、神戸新聞の客員論説委員に就任し、大型評論「針路21」の執筆を担当。6月、園田学園女子大学の経営学部ビジネス学科の客員教授に就任。

### 2024年兵庫県知事選挙

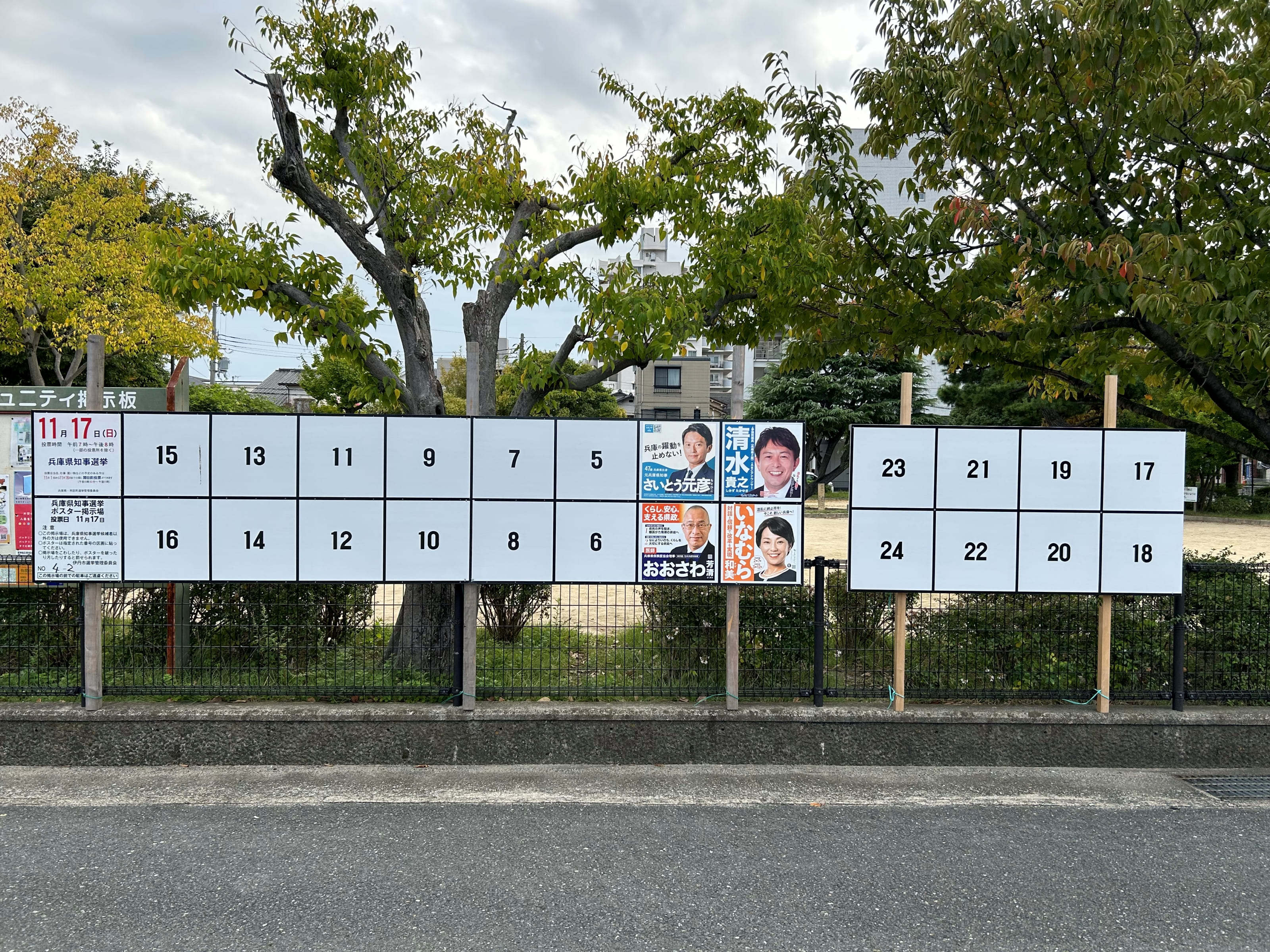
知事選挙のポスター掲示場（5〜7番は未掲出)

2024年10月8日、斎藤元彦前知事の失職に伴う同年11月17日投開票の兵庫県知事選挙に無所属で立候補すると表明した。
稲村は「県政の立て直し」を主な争点として、選挙運動を展開。
序盤は稲村がややリードする選挙情勢が報道されたが、SNSを活用した斎藤が猛追。
終盤に県内29市中22市の市長が稲村の支持を表明するも、11月17日、投票の結果、稲村は13万票以上の大差で落選した。
| 順位 | 候補者名 | 年齢 | 所属党派 | 新旧別 | 得票数    | 得票率  | 推薦・支持     | 偏差値 |
| ---- | -------- | ---- | -------- | ------ | --------- | ------- | -------------- | ------ |
| 1    | 斎藤元彦 | 47   | 無所属   | 前     | 1,113,911 | 45.21％ |                | 67.0   |
| 2    | 稲村和美 | 52   | 無所属   | 新     | 976,637   | 39.64％ |                | 64.0   |
| 3    | 清水貴之 | 50   | 無所属   | 新     | 258,388   | 10.49％ |                | 47.9   |
| 4    | 大澤芳清 | 61   | 無所属   | 新     | 73,862    | 3.00％  | 日本共産党推薦 | 43.8   |
| 5    | 立花孝志 | 57   | 無所属   | 新     | 19,180    | 0.78％  |                | 42.6   |
| 6    | 福本繁幸 | 58   | 無所属   | 新     | 12,721    | 0.52％  |                | 42.4   |
| 7    | 木島洋嗣 | 49   | 無所属   | 新     | 9,114     | 0.37％  |                | 42.3   |

※当日有権者数：446万3013人, 最終投票率：55.65%（前回比：+14.55pts）
得票数の平均値:35万1973.3票, 得票数の中央値:7万3862票, 得票数の標準偏差:44万7254.1票, 得票数のジニ係数:0.636。

## 政策
- 2022年、2013年尼崎市暴力団排除条例を制定し、2022年には尼崎市内から暴力団事務所がゼロになる[52][53]。
- 2022年、ひったくりや自転車盗難などの街頭犯罪抑止に取り組み、尼崎市の刑法犯認知件数が2012年10,184件→2022年3,809件に減少。[54][55]
- 2022年、2010年の尼崎市長就任時から2022年の市長退任時点を比較すると、将来負担額（借金）を3,090億円から1,950億円に減少させ、主要3基金残高を58億円から369億円に増加させた[56]。
- 2022年、2010年の尼崎市長就任時から2022年の市長退任時点を比較すると、2010年には転出超過が1,080人だったのに対して、2022年には転入超過が1,325人となった[57]。
- 2021年、尼崎市と兵庫県警が共同で警告を行い、尼崎市内にあった違法風俗街「かんなみ新地」を完全に閉鎖させた[58][59]。
- 2021年、いじめや体罰事案の発生[60]を受けて、尼崎市子どものための権利擁護委員会[61][62]を設置。若者の意見反映や主体的な取組をサポートするユースワークを推進。加藤鮎子こども政策担当大臣（当時）はじめ全国から視察が訪れる。[55]
- 2021年、阪神タイガース2軍本拠地の尼崎市への移転を正式決定[63]。
- 2021年、気候非常事態行動宣言に伴い、尼崎市のCO2削減目標を2030年に2013年比50％削減へ設定。[64][65][55]
- 2020年、尼崎市に市民提案制度[66]を導入し、市民や民間のアイディアによる事業向上を推進するとともに、建替え計画に伴い発生する市営住宅空き家の目的外使用による民間団体の活動をサポートする事業を実施。[55]
- 2020年1月6日、LGBTなど性的少数者のカップルが婚姻に相当する関係にあると認める「パートナーシップ宣誓制度」を導入した[67][68]。
- 2019年、尼崎市子どもの育ち支援センター[69][70]開設による寄り添い方子育て支援の充実とともに、中核市として児童相談所の設置に向けた取組を推進。虐待や貧困、発達障がいなど困難な状況にある子どもや保護者のワンストップ支援を強化。[55][71]
- 2019年、尼崎市の特別支援学校の建替[72]、子ども医療費助成の拡充、小中学校への空調整備、中学校給食等を実施するとともに、2018年より文部科学省から教育長を招聘[73]し、教育施策充実を推進。小学校の学力を全国平均に。[55]
- 2018年、SBIアルヒ株式会社により尼崎が「本当に住みやすい街大賞 2018 in 関西」に選定される[74]。
- 2018年、尼崎市医療介護連携支援センター[75]を開設するとともに、地域福祉活動専門員の配置・増員を基盤に地域福祉を推進。[55]
- 2015年、選択的夫婦別姓制度に賛同[76]。
- 2015年、尼崎市の老朽危険空き家対策を推進（2015年、条例制定[77]、2018年、阪神間初の代執行[78]など）。[55]
- 2012年、企業と連携した駅前パークマネジメント[79]、2014年、尼崎市産業振興基本条例[80]、2018年、尼崎市内事業者の受注機会拡大と受注業者における適正な労働環境の確保のための公共調達基本条例を制定のほか、2020年、地域電子通貨[81]導入による地域経済振興[82]などを推進。[55]
- 2010年、尼崎市長選挙は無所属で出馬したが、以前からみどりの政治運動に関わり、「虹と緑」や「みどりのテーブル」を経て「みどりの未来」に参加した[6]。「みどりのテーブル」で共同代表[6]、「みどりの未来」で共同代表[6]、その後全国協議会委員を務めた[83]。「みどりの未来」が「緑の党グリーンズジャパン」に改編されて以降は議決権が無いサポーター会員となった[12][13]。